# متیو دوسوی
متیو دوسوی (انگلیسی: Mathieu Dossevi؛ زادهٔ ۱۲ فوریهٔ ۱۹۸۸) بازیکن فوتبال اهل فرانسه است.
از باشگاه‌هایی که در آن بازی کرده‌است می‌توان به باشگاه فوتبال والنسین، باشگاه فوتبال المپیاکوس و باشگاه فوتبال استاندارد لیژ اشاره کرد.
وی همچنین در تیم ملی فوتبال توگو بازی کرده‌است.